# Jaime Huélamo
Jaime Huélamo Huélamo (Cuenca, 17 novembre 1948 – Cuenca, 31 gennaio 2014) è stato un ciclista su strada spagnolo.
Professionista dal 1973 al 1975, vinse una tappa alla Volta Ciclista a Catalunya. Da dilettante arrivò terzo nella prova in linea dei Giochi della XVII Olimpiade, ma venne successivamente squalificato. Morì a 65 anni a causa del cancro.

## Palmarès
- 1971 (dilettanti)

10ª tappa Tour de l'Avenir (Pont-en-Royans > Roanne)
- 1974 (KAS, due vittorie)

5ª tappa Volta Ciclista a Catalunya (Castell-Platja d'Aro > Campdevànol)
5ª tappa Vuelta a Andalucía (Granada > Malaga)
- 1975 (Kelme, una vittoria)

3ª prova Prueba de la Vuelta a los Puertos

## Piazzamenti

### Grandi Giri
- Vuelta a España

1973: 59º

### Classiche monumento
- Milano-Sanremo

1973: 65º
1974: 10º
1975: 24º

### Competizioni mondiali
- Giochi olimpici

Monaco 1972 - In linea: 3º